# 34기 SK 엔크린배 명인전
34기 SK 엔크린배 명인전은 대한민국의 바둑 기전으로 2002-2003년 열린 명인전이다. 이창호 九단이 조훈현 九단을 3:2로 물리치고 명인위를 방어했다. 이 대회 이후 명인전은 3년간 중단된다.

## 대진표

### 본선
전기 시드(본선 상위 4명): 목진석, 안조영(전기 도전자), 조훈현, 이세돌
예선 통과: 송태곤, 유창혁, 윤현석, 허영호

## 대국 결과
| 날짜       | 대진            | 승     | 패     | 결과             |
| ---------- | --------------- | ------ | ------ | ---------------- |
| 2003-01-13 | 예선 2차 결승   | 허영호 | 박영훈 | 266수 백 불계승  |
| 2003-02-14 | 예선 2차 결승   | 유창혁 | 양 건  | 156수 백 시간승  |
| 2003-02-18 | 예선 2차 결승   | 윤현석 | 강 훈  | 254수 흑 0.5집승 |
| 2003-02-21 | 예선 2차 결승   | 송태곤 | 조한승 | 246수 흑 1.5집승 |
| 2003-03-26 | 본선 1국        | 안조영 | 허영호 | 201수 흑 불계승  |
| 2003-03-26 | 본선 2국        | 조훈현 | 송태곤 | 173수 흑 불계승  |
| 2003-04-21 | 본선 3국        | 윤현석 | 이세돌 | 280수 백 0.5집승 |
| 2003-04-23 | 본선 4국        | 송태곤 | 안조영 | 195수 흑 불계승  |
| 2003-05-07 | 본선 5국        | 목진석 | 유창혁 | 153수 흑 불계승  |
| 2003-05-16 | 본선 6국        | 조훈현 | 윤현석 | 140수 백 불계승  |
| 2003-05-19 | 본선 7국        | 목진석 | 허영호 | 239수 백 1.5집승 |
| 2003-05-22 | 본선 8국        | 안조영 | 윤현석 | 171수 흑 불계승  |
| 2003-05-28 | 본선 9국        | 이세돌 | 유창혁 | 126수 백 불계승  |
| 2003-05-30 | 본선 10국       | 조훈현 | 유창혁 | 255수 흑 1.5집승 |
| 2003-06-03 | 본선 11국       | 이세돌 | 허영호 | 237수 흑 불계승  |
| 2003-06-13 | 본선 12국       | 목진석 | 송태곤 | 269수 흑 0.5집승 |
| 2003-06-28 | 본선 13국       | 이세돌 | 송태곤 | 216수 백 불계승  |
| 2003-07-03 | 본선 14국       | 허영호 | 조훈현 | 307수 흑 0.5집승 |
| 2003-07-07 | 본선 15국       | 목진석 | 윤현석 | 210수 백 7.5집승 |
| 2003-07-08 | 본선 16국       | 안조영 | 유창혁 | 208수 백 4.5집승 |
| 2003-08-11 | 본선 17국       | 유창혁 | 허영호 | 282수 흑 7.5집승 |
| 2003-08-14 | 본선 18국       | 이세돌 | 목진석 | 189수 흑 불계승  |
| 2003-08-19 | 본선 19국       | 송태곤 | 윤현석 | 253수 백 4.5집승 |
| 2003-08-20 | 본선 20국       | 조훈현 | 안조영 | 186수 백 불계승  |
| 2003-09-03 | 본선 21국       | 송태곤 | 허영호 | 197수 흑 불계승  |
| 2003-09-04 | 본선 22국       | 유창혁 | 윤현석 | 226수 흑 8.5집승 |
| 2003-09-08 | 본선 23국       | 조훈현 | 목진석 | 264수 백 4.5집승 |
| 2003-09-17 | 본선 24국       | 안조영 | 이세돌 | 234수 백 2.5집승 |
| 2003-09-23 | 본선 25국       | 허영호 | 윤현석 | 149수 흑 불계승  |
| 2003-09-25 | 본선 26국       | 유창혁 | 송태곤 | 102수 백 불계승  |
| 2003-09-26 | 본선 27국       | 안조영 | 목진석 | 225수 흑 불계승  |
| 2003-09-30 | 본선 28국       | 조훈현 | 이세돌 | 189수 흑 불계승  |
| 2003-10-10 | 도전5번기 제1국 | 조훈현 | 이창호 | 163수 흑 불계승  |
| 2003-11-13 | 도전5번기 제2국 | 이창호 | 조훈현 | 163수 흑 불계승  |
| 2003-12-05 | 도전5번기 제3국 | 이창호 | 조훈현 | 180수 백 불계승  |
| 2003-12-12 | 도전5번기 제4국 | 조훈현 | 이창호 | 192수 백 불계승  |
| 2003-12-15 | 도전5번기 제5국 | 이창호 | 조훈현 | 232수 백 0.5집승 |